# زلزال سانتا باربرا 1925
زلزال سانتا باربرا 1925 هو زلزالٌ وقعَ في سانتا باربارا، كاليفورنيا في الولايات المتحدة بتاريخ 29 يونيو 1925.